# Wegerhof (Hückeswagen)
Wegerhof ist eine Hofschaft in Hückeswagen im Oberbergischen Kreis im Regierungsbezirk Köln in Nordrhein-Westfalen (Deutschland).

## Lage und Verkehrsanbindung
Wegerhof liegt im westlichen Hückeswagen unmittelbar nahe dem größeren Ortsteil Wiehagen. Weitere Nachbarorte sind Westhoferhöhe, Hambüchen, Grünenthal, Altenhof, Großenscheidt und Kleinenscheidt.
Die Ortschaft ist über eine Verbindungsstraße erreichbar, die nahe Kleinenscheidt von der Kreisstraße K5 abzweigt und zum historischen Ortskern Hückeswagens führt.
Bei Wegerhof entspringt der Weierbach, ein Zufluss der Wupper.

## Geschichte
1490 wurde der Ort das erste Mal in Kirchenrechnungen urkundlich erwähnt. Schreibweise der Erstnennung: Wegerhove.
Im 18. Jahrhundert gehörte der Ort zum  bergischen Amt Bornefeld-Hückeswagen. 1815/16 lebten 31 Einwohner im Ort. 1832 gehörte Wegerhof der Großen Honschaft an, die ein Teil der Hückeswagener Außenbürgerschaft innerhalb der Bürgermeisterei Hückeswagen war. Der laut der Statistik und Topographie des Regierungsbezirks Düsseldorf als Weiler kategorisierte Ort besaß zu dieser Zeit zwei Wohnhäuser und vier landwirtschaftliche Gebäude. Zu dieser Zeit lebten 32 Einwohner im Ort, 17 katholischen und 15 evangelischen Glaubens.
Im Gemeindelexikon für die Provinz Rheinland werden für 1885 vier Wohnhäuser mit 36 Einwohnern angegeben. Der Ort gehörte zu dieser Zeit zur Landgemeinde Neuhückeswagen innerhalb des Kreises Lennep. 1895 besitzt der Ort vier Wohnhäuser mit 34 Einwohnern, 1905 zwei Wohnhäuser mit 24 Einwohnern, 2020 8 Wohnhäuser mit 25 Einwohnern.

## Wander- und Radwege
Folgende Wanderwege führen durch den Ort:
- Die Wanderwege Wasserquintett und Bergischer Panoramasteig,

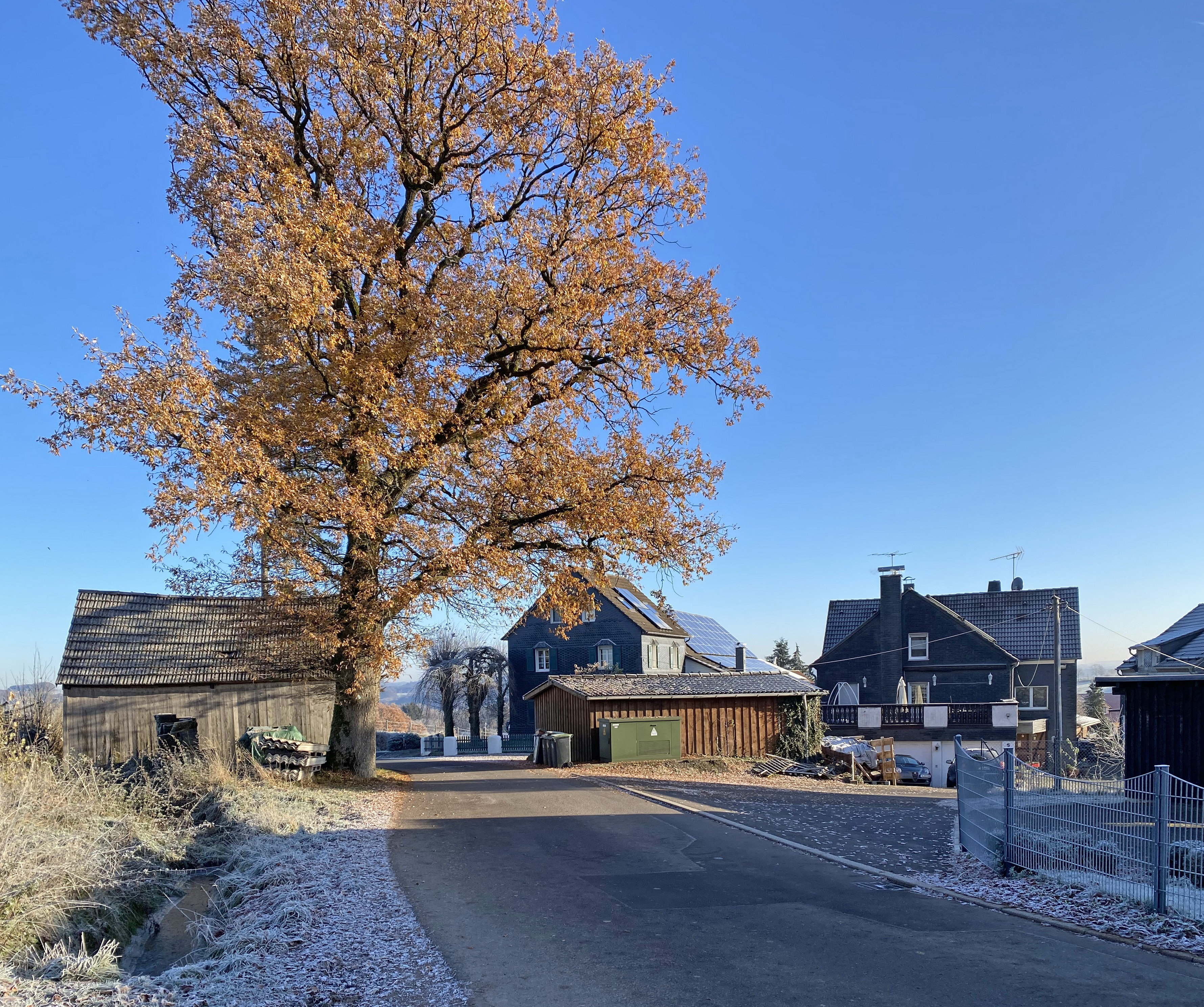
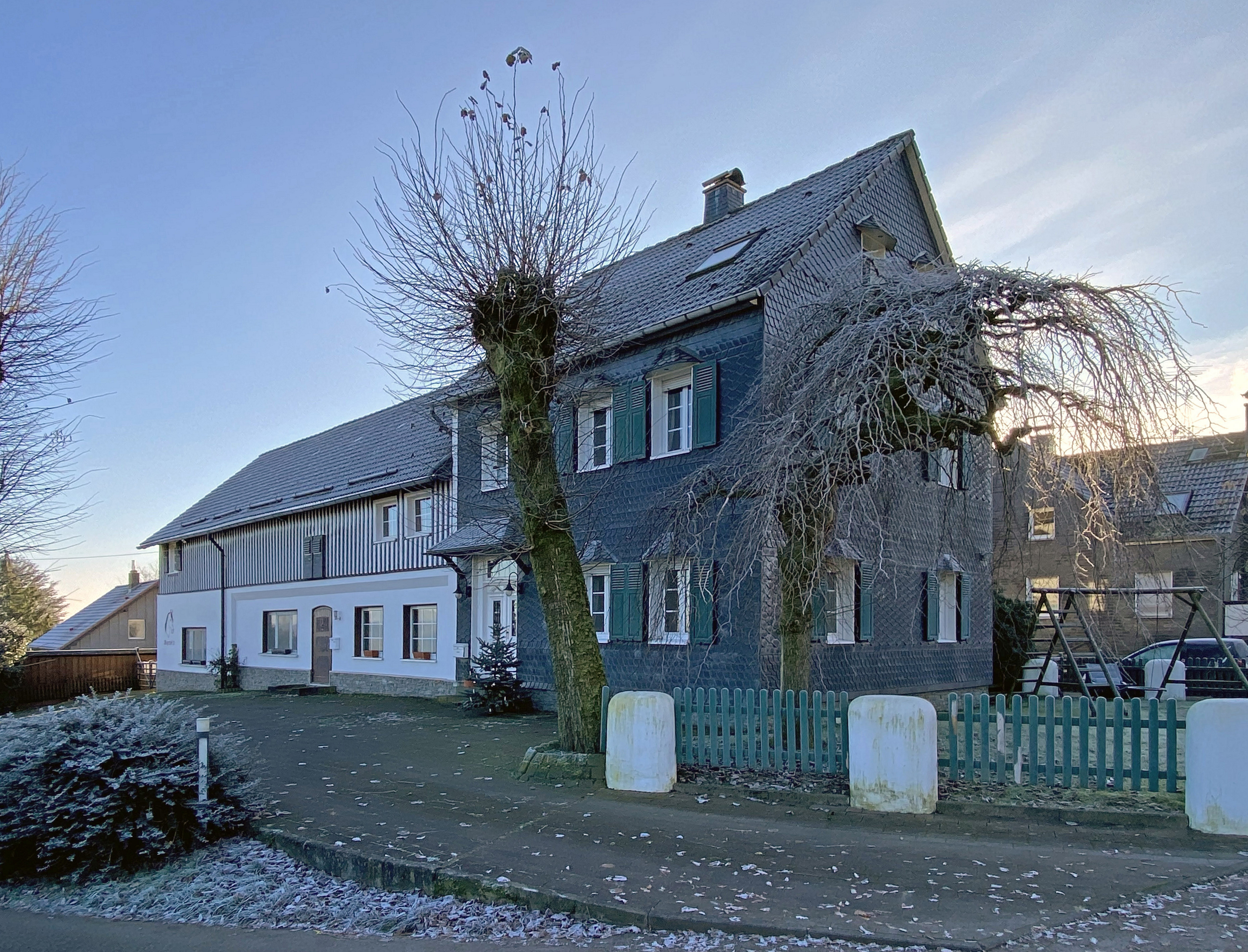
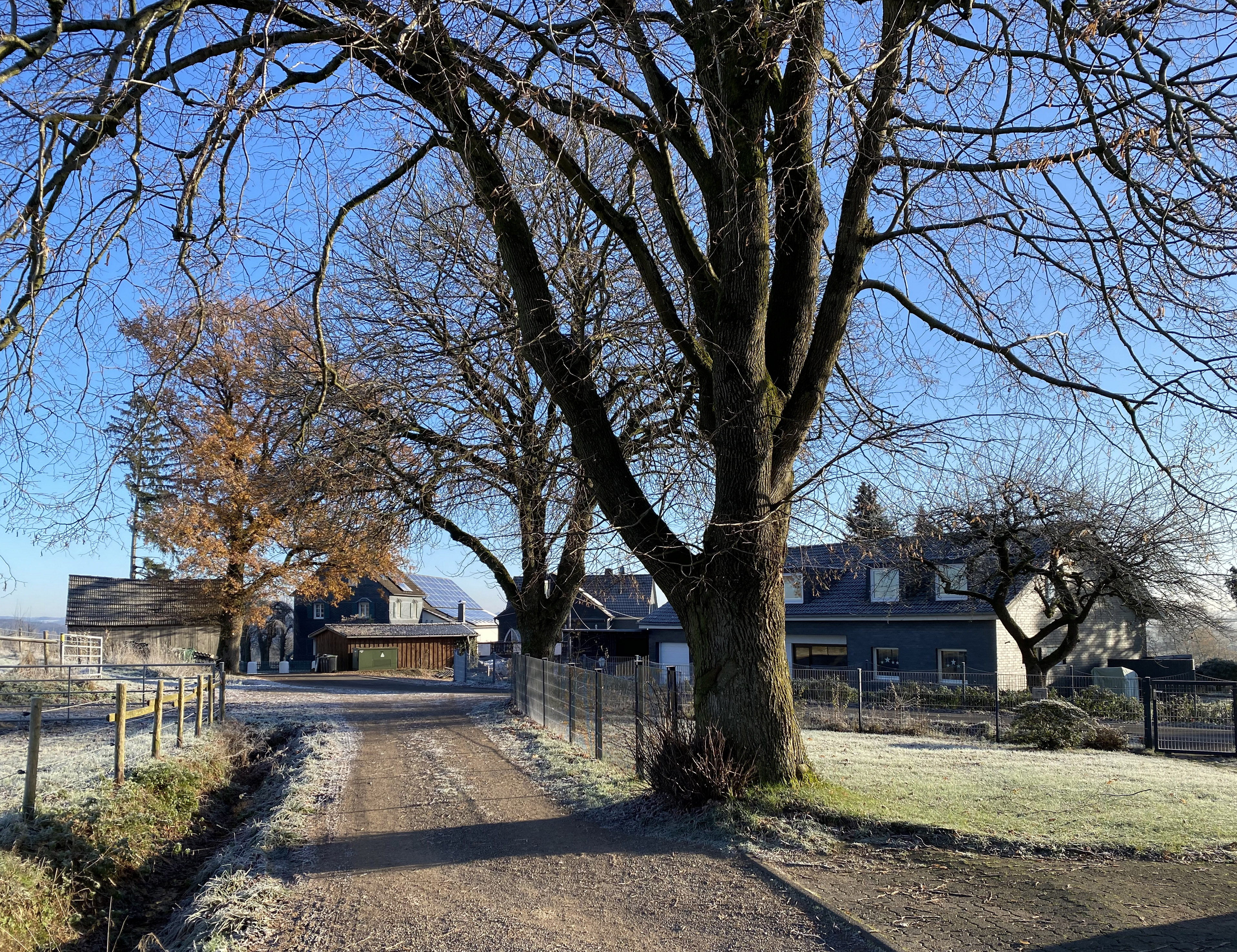

- der Hückeswagener Rundweg O